# شهرستان وومژا
شهرستان وومژا (به لهستانی: Powiat Łomża) یک شهرستان در لهستان است که در استان پودلاسکی واقع شده‌است. شهرستان وومژا ۱٬۳۵۳٫۹۳ کیلومتر مربع مساحت و ۵۰٬۸۸۷ نفر جمعیت دارد.